# De Zeeuw van Vlaanderen
De Zeeuw van Vlaanderen was een Nederlands-Belgisch televisieprogramma. Het programma werd uitgezonden vanaf 2005 en was een Euregionaal samenwerkingsverband tussen de Vlaamse omroepen AVS, TV Oost en Focus-WTV en het Zeeuwse Omroep Zeeland. Het programma liet zien wat de verschillende regio's met elkaar bindt en waarin ze verschillen.

## Samenwerking
Het project was een initiatief van Euregio Scheldemond, een samenwerkingsverband tussen de provincies Oost-Vlaanderen, West-Vlaanderen en Zeeland. Het programma was onafhankelijk en werd gemaakt met steun van het Europese subsidieprogramma Interreg.

## Uitzendtijden
De Zeeuw van Vlaanderen werd door de verschillende omroepen wekelijks uitgezonden:
- AVS (Oost-Vlaanderen, België): zondags vanaf 09.00 uur
- TV Oost (Oost-Vlaanderen, België): zaterdags vanaf 09.00 uur
- Focus WTV (West-Vlaanderen, België): zondags vanaf 09.00 uur
- Omroep Zeeland (Zeeland, Nederland): zaterdags vanaf 18.00 uur